# Canal Espona
El Canal Espona és una obra de Sant Joan de les Abadesses (Ripollès) protegida com a Bé Cultural d'Interès Local.

## Descripció
Es tracta d'un canal de conducció d'aigua des de la resclosa Espona fins prop de la fàbrica. Té una llargada de 1482 metres.
Gran part del seu recorregut el fa sota terra. Tot i això, prop de la capella del Prat, és visible. D'aquesta manera, passa just pel costat de la plaça Ciutat de Barcelona, l'Escorxador i el camp de futbol.